# Euploea amycus
Euploea amycus är en fjärilsart som beskrevs av William Henry Miskin 1890. Euploea amycus ingår i släktet Euploea och familjen praktfjärilar. Inga underarter finns listade i Catalogue of Life.